# ولاشکی دو (سمدروسکا پالانکا)
ولاشکی دو (به صربی: Vlaški Do) یک منطقهٔ مسکونی در صربستان است که در اسمدرفسکا پلانکا واقع شده‌است. ولاشکی دو ۱٬۱۶۱ نفر جمعیت دارد.